# Техническая улица (Казань)
Техническая улица (тат. Техника урамы) — магистральная улица в Приволжском районе Казани.

## Расположение
Пролегает с юга на север. Начинается от пересечения с Нижнекамской улицей и заканчивается площадью Вахитова. В начале улица застроена частными домами, а после пересечения с улицей Тихорецкой преобладает промышленная зона.

## История
В XIX веке у будущей улицы Технической располагались здания мыльно-стеаринового завода братьев Крестовниковых (сейчас — «Нэфис»). Улица же появилась в 1930-х годах, что с пересечением с нынешними улицами Габдуллы Тукая, Братьев Петряевых, Шигабутдина Марджани и Нурсултана Назарбаева образовали площадь Вахитова.

## Общие сведения
Бо́льшая часть улицы представляет собой промышленную зону, на которой расположены торговые и производственные предприятия. Наиболее крупное предприятие ЗАО «КВАРТ» (Камско-Волжское акционерное общество резинотехники). Южная часть улицы застроена частными домами.
Проезжая часть от площади Вахитова до перекрёстка с улицей Владимира Кулагина по две полосы в каждом направлении, имеющая разделительную полосу с трамвайными путями. Далее улица двухполосная.
Над улицей проходит путепровод на однопутной линии Казань — Дербышки Горьковской железной дороги.
Неоднократно поднимался вопрос о модернизации Казанского зооботсада, и часть его должна была перейти на набережную озера Средний Кабан у Технической улицы.

## Пересечения с другими улицами
- Нижнекамская
- 2-я Тихорецкая
- Тихорецкая
- Лодейная
- Тульская
- Складская
- Владимира Кулагина
- Модельная
- Поперечно-Заводская
- Воскресенская
- Лебедева

## Транспорт
На участке от площади Вахитова до перекрёстка с улицей Владимира Кулагина курсирует множество автобусных маршрутов и трамваи №№ 3, 5 и 5а.
На участке от улицы Кулагина до улица Тульской проходят троллейбусные маршруты № 6, № 9 и № 11.

## Примечательные объекты
- № 7 (снесён) — жилой дом завода ГАРО.[4]
- № 29, 31, 37, 39, 41, 43 — жилые дома ТЭЦ-1.[5]
- № 33 (снесён) — жилой дом треста «Казаньхимстрой».[6]
- № 35 — бывшее общежитие ТЭЦ-1.[7]
- № 39б — бывшее общежитие завода резино-технических изделий.[8]